# روبرت وود جونسون الأول
روبرت وود جونسون الأول (بالإنجليزية: Robert Wood Johnson I)‏ هو شخصية أعمال أمريكي، ولد في 15 فبراير 1845 في كربونديل في الولايات المتحدة، وتوفي في 7 فبراير 1910 في نيو برونزويك في الولايات المتحدة بسبب مرض برايت.

## وصلات خارجية
- روبرت وود جونسون الأول على موقع الموسوعة البريطانية (الإنجليزية)